# Mondli Mpoto
Mondli Mpoto, né le 24 juillet 1998, est un footballeur international sud-africain. Il évolue actuellement à Bloemfontein Celtic comme gardien de but.

## Biographie

### En club

#### Supersport United
Il commence sa carrière professionnelle en 2016 avec Supersport United. Il est alors quatrième gardien dans la hiérarchie. Lors de la saison 2017-2018, il prend place sur le banc pour la première fois le 12 septembre 2017, contre Platinum Stars (victoire 2-0). Sa situation n'évolue pas lors de la saison suivante et il décide de quitter le club au mercato hivernal.

#### Bloemfontein Celtic
En janvier 2019, il s'engage avec Bloemfontein Celtic. Dans un premier temps, il est également quatrième gardien derrière Patrick Tignyemb, Kabelo Dambe et Sipho Chaine. Il fait une apparition sur le banc lors de la dernière journée le 11 mai 2019, contre AmaZulu (victoire 3-1).
À l'été 2019, Tignyemb et Dambe quittent le club. Mpoto se voit alors promu deuxième gardien derrière Jackson Mabokgwane arrivé d'Orlando Pirates. Il fait sa première apparition en professionnel le 25 août 2019, contre Baroka (0-0).

### En sélection
Il reçoit sa première sélection en équipe d'Afrique du Sud le 4 juin 2019, lors de la Coupe COSAFA 2019 contre l'Ouganda (victoire 1-1 4-2).
En 2015, il participe à la Coupe d'Afrique des nations des moins de 17 ans ainsi qu'à la Coupe du monde des moins de 17 ans avec l'équipe d'Afrique du Sud -17 ans.
En 2017, il participe à la Coupe d'Afrique des nations des moins de 20 ans ainsi qu'à la Coupe du monde des moins de 20 ans avec l'équipe d'Afrique du Sud -20 ans.
Il prend également part à la Coupe d'Afrique des nations des moins de 23 ans 2019 avec l'équipe d'Afrique du Sud olympique.

## Palmarès

### En sélection
- Coupe d'Afrique des nations des moins de 23 ans
  - Troisième : 2019
- Coupe d'Afrique des nations des moins de 17 ans
  - Finaliste : 2015